# Lebec
Lebec es un lugar designado por el censo ubicado en el condado de Kern en el estado estadounidense de California. En el año 2000 tenía una población de 1.285 habitantes y una densidad poblacional de 31,7 personas por km².

## Geografía
Lebec se encuentra ubicado en las coordenadas 34°50′N 118°51′O / 34.833, -118.850. Según la Oficina del Censo, la localidad tiene un área total de 40,5 km² (15,6 mi²), de la cual 40,5 km² (15,6 mi²) es tierra y 0 km² (0 mi²) (0%) es agua.

## Demografía
Según la Oficina del Censo en 2000 los ingresos medios por hogar en la localidad eran de $40.972. Alrededor del 1,4 % de la población estaba por debajo del umbral de pobreza.